# Гуважа
Гуважа или Ава, Ава Гуважа је тупијски народ настањен у источном делу прашуме Амазоније у бразилској држави Марањао. Након контакта са Бразилцима Гуваже су доживеле велики демографски пад, али крајем 20. и почетком 21. века, дошло је до преокрета, па је 2014. Гуважа које имају контакт са спољним светом било 468, поред њих постоји неколико десетина особа које немају контакт са спољним светом. Угрожени су због сукоба са дрвосечама које нелегално секу шуму на њиховој територији.

## Историја
Првобитно су живели у сталним насељима, али су прихватили номадски начин живота око 1800. бежећи од Бразилаца, који су доспели до њихове територије. Током 19. века повећала се учесталост сукоба са досељеницима, који су искрчили већи део шуме на њиховој земљи.
Од средине 1980-их, део Ава Гуважа је насељен у стална насеља која је створила бразилска влада. Ипак, у највећој мери очували су свој начин живота, који је подразумевао живот у малим групама од неколико десетина људи, које све што им је потребно обезбеђују из шуме, уз одржавање минималног контакта са спољним светом.
Бразилска влада је 1982. добила зајам од Светске банке и ЕЕЗ у износу од 900 милиона америчких долара. Један од услова зајма била је заштита и демаркација земље одређених домородачких група, међу њима и Гуважа. Ово је остварено у случају Гуважа тек 20 година касније, марта месеца 2003. када је извршена демаркација гувашке територије, након дуготрајног притиска разних невладиних организација.
Због упада на њихову земљу и неколико масакара популација Гуважа је пала на свега 250 до 300, од којих је само неколико десетина живело номадским начином живота.
Крајем 2011, дрвосече, које су нелегално секле шуму на гувашкој земљи, убиле су осмогодишњу гувашку девојчицу, тако што су је живу спалиле. Убиство се десило унутар заштићеног подручја у држави Марањао. Према Луису Карлосу Гуважажарасу, вођи другог домородачког народа, девојчица је убијена да би се заплашили остали домороци који живе у заштићеним областима. Ово није био усамљени случај, јер је према организацији Индиџ`н`с Миш`н`ри Каунс`л (енгл. Indigenous Missionary Council) око 450 домородаца убијено у периоду од 2003 до 2010. Истрагом је такође утврђено да су дрвосече уништиле гувашки логор у коме је живела ова девојчица.
Према процени невладине организације за заштиту људских права С`рвајв`л Инт`рнеш`н`л (енгл. Survival International), шуме које се налазе на гувашкој територији нестају брже него било које друге домородачке шуме у области бразилске Амазоније. Априла 2012, ова организација је широм света започела медијску кампању, коју је подржао глумац Колин Ферт, чији циљ је била заштита права народа Ава Гуважа. Према подацима бразилске владине организације FUNAI из септембра 2012. подручје до кога су допрле дрвосече било је удаљено само 6 km од гувашких насеља.

## Популација
Након контакта са Бразилцима у другој половини 20. века, Гуваже су доживеле велики демографски пад, након чега је уследио опоравак. Према подацима из 2005. у Бразилу је живело 283 Ава Гуважа, до 2010. њихов број је порастао на 355, а према најновијим подацима из 2014. било их је 468.

## Језик
Говоре гувашким језиком, који спада у тупијско-гваранску грану тупијских језика. 